# Tata Open 2008
Die Tata Open  2008 im Badminton fanden vom 27. bis zum 31. Juli 2008 in Bengaluru statt.

## Sieger und Platzierte
| Disziplin    | Gold                          | Silber                            | Bronze                            |
| ------------ | ----------------------------- | --------------------------------- | --------------------------------- |
| Herreneinzel | Arvind Bhat                   | Sachin Ratti                      | Ajay Jayaram                      |
| Herreneinzel | Arvind Bhat                   | Sachin Ratti                      | Rajiv Ouseph                      |
| Dameneinzel  | B. R. Meenakshi               | Neha Pandit                       | Dhanya Nair                       |
| Dameneinzel  | B. R. Meenakshi               | Neha Pandit                       | Sayali Gokhale                    |
| Herrendoppel | Rupesh Kumar Sanave Thomas    | Akshay Dewalkar Valiyaveetil Diju | Tarun Kona Arun Vishnu            |
| Herrendoppel | Rupesh Kumar Sanave Thomas    | Akshay Dewalkar Valiyaveetil Diju | Alwyn Francis Sankar Gopan        |
| Damendoppel  | Jwala Gutta Shruti Kurien     | Aparna Balan B. R. Meenakshi      | Siki Reddy P. C. Thulasi          |
| Damendoppel  | Jwala Gutta Shruti Kurien     | Aparna Balan B. R. Meenakshi      | Trupti Murgunde Dhanya Nair       |
| Mixed        | Valiyaveetil Diju Jwala Gutta | Akshay Dewalkar Aparna Balan      | Jayan James Deepthi Priyadarshini |
| Mixed        | Valiyaveetil Diju Jwala Gutta | Akshay Dewalkar Aparna Balan      | J. B. S. Vidyadhar Shruti Kurien  |